# Myennis octopunctata
Myennis octopunctata är en tvåvingeart som först beskrevs av Coquebert 1798.  Myennis octopunctata ingår i släktet Myennis och familjen fläckflugor. Arten har ej påträffats i Sverige. Inga underarter finns listade i Catalogue of Life.